# Асташково (Московская область)
Аста́шково — деревня в Орехово-Зуевском муниципальном районе Московской области. Входит в состав сельского поселения Соболевское. Население — 153 чел. (2010).

## Расположение
Деревня Асташково расположена в юго-западной части Орехово-Зуевского района, примерно в 34 км к юго-западу от города Орехово-Зуево. Через деревню протекает река Тетёрка. Высота над уровнем моря 120 м.

## Название
Название связано с разговорной формой календарного личного имени Ефстафий — Осташ, Осташко.

## История
В 1926 году деревня являлась центром Осташковского сельсовета Карповской волости Богородского уезда Московской губернии, имелась школа 1-й ступени, лавка и чайная.
С 1929 года — населённый пункт в составе Куровского района Орехово-Зуевского округа Московской области, с 1930-го, в связи с упразднением округа, — в составе Куровского района Московской области. В 1959 году, после того как был упразднён Куровской район, деревня была передана в Орехово-Зуевский район.
До 2006 года Асташково входило в состав Соболевского сельского округа Орехово-Зуевского района.

## Население
В 1926 году в деревне проживало 680 человек (287 мужчин, 393 женщины), насчитывалось 159 хозяйств, из которых 153 было крестьянских. По переписи 2002 года — 129 человек (59 мужчин, 70 женщин).
| 1926 | 2002 | 2006 | 2010 |
| ---- | ---- | ---- | ---- |
| 680  | ↘129 | ↗132 | ↗153 |